# Mustjala
Mustjala (em estoniano:  Mustjala vald) é um município rural estoniano localizado na região de Saaremaa.